# Irapuato
Irapuato è un comune dello stato di Guanajuato, nel Messico centrale, il cui capoluogo è l'omonima località.
La municipalità conta 529.440 abitanti (2010) e ha un'estensione di 851,41 km².